# Herea

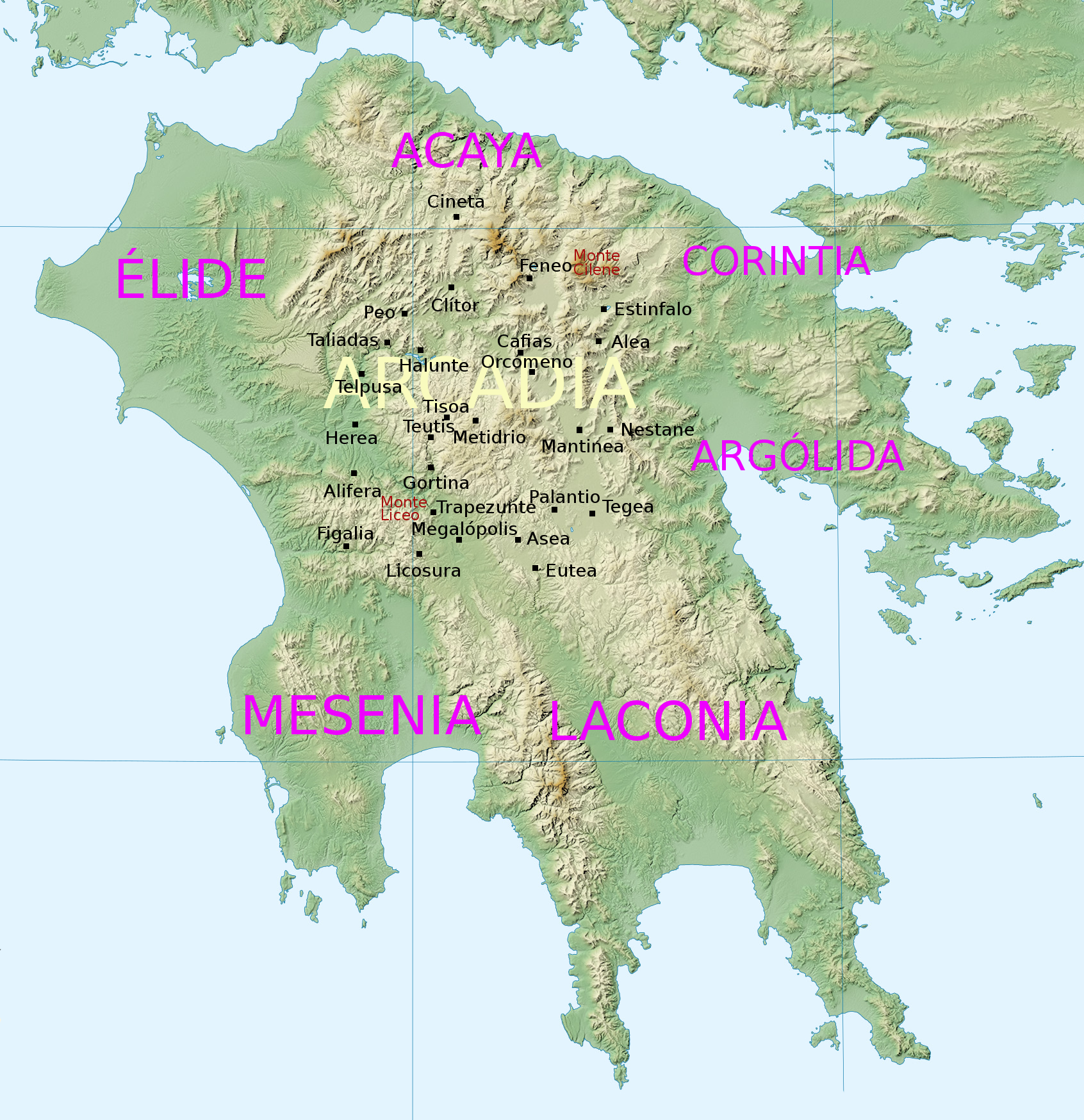
Mapa del Peloponeso con la situación de algunas de las principales ciudades de la antigua Arcadia. Herea se ubicaba en la zona occidental.

Herea (en griego, Ἡραία; en latín Heraea) fue una ciudad de Arcadia, la más importante de las situadas en el curso del río Alfeo. Su territorio se llamaba Hereátide y estaba cerca de la frontera con Élide.

## Historia
Según Estrabón, había sido formada por un sinecismo de nueve ciudades en la época del rey espartano Cleómbroto I, o del rey Cleómenes II. Hereátide estaba separada de Pisátide por el río Erimanto, y del territorio de Megalópolis por el río Búfago.
Otra leyenda atribuye la fundación de Herea a Hereo, hijo de Licaón, y su primer nombre habría sido Sologorgos. En un período muy antiguo (hacia 580 a. C.), la ciudad concertó un tratado de defensa mutua por cien años con Elis; el tratado, grabado en una tablilla de bronce en dialecto peloponesio antiguo está hoy en el Museo Británico. Con este tratado, Elis pudo consolidar su supremacía sobre los distritos vecinos de Pisátide y Trifilia.
La alianza de Herea con Esparta provocó la hostilidad del resto de ciudades de Arcadia que asolaron el territorio de Herea en 370 a. C. 
Después la ciudad fue miembro de la Liga Aquea, y se enfrentó con Elis, que era una de las principales ciudades de la Liga Etolia. Cayó en manos de Filipo V de Macedonia (que en 219 a. C. reconstruyó el puente cercano a la ciudad que cruzaba el Alfeo), pero finalmente fue devuelta a la Liga Aquea. Pausanias la menciona como una ciudad mediana con templos (dos de ellos dedicados a Dioniso, uno a Pan, y uno a Hera, este último en ruinas), baños, plantaciones y muchos árboles junto al Alfeo. Estrabón la menciona entre las ciudades que en su tiempo no existían o apenas quedaban unos pocos vestigios.

## Ubicación
Herea estaba a 15 estadios al este del río Ladón, en una vía de comunicación importante que iba desde la desembocadura del Alfeo a Arcadia. La ciudad estaba en una colina al oeste del actual pueblo de Ágios Yoánnis. 
En la zona se cultivan viñas de uva negra y los cultivos han eliminado buena parte de las ruinas. El vino de Herea ya era conocido en la antigüedad y se le atribuía el contribuir a la fertilidad de las mujeres. La ciudad estaba en el camino que llevaba de Olimpia a Arcadia; también llegaba a la ciudad un camino desde el norte de Arcadia, y otros venían desde Megalópolis, Mesene y Figalia.